# ويلهلم بوغ
ويلهلم بوغ هو محامي وشخصية أعمال نرويجي، ولد في 7 يوليو 1893، وتوفي في 30 يوليو 1972.